# Banyuraden
Banyuraden is een bestuurslaag in het regentschap Sleman van de provincie Jogjakarta, Indonesië. Banyuraden telt 18.208 inwoners (volkstelling 2010).